# Coptocercus aruensis
Coptocercus aruensis es una especie de insecto coleóptero de la familia Cerambycidae. Estos longicornios son endémicos de las islas Aru (Indonesia).
C. aruensis mide entre 14,2 y 14,8 mm.